# Vîșneve, Novoukraiinka
Vîșneve (în ucraineană Вишневе; în trecut, Okteabrske, în ucraineană Октябрське) este un sat în comuna Ivanivka din raionul Novoukraiinka, regiunea Kirovohrad, Ucraina.

## Demografie
Componența lingvistică a localității Vîșneve
     Ucraineană (92,37%)
     Română (4,58%)
     Rusă (2,67%)
     Alte limbi (0,38%)
Conform recensământului din 2001, majoritatea populației localității Vîșneve era vorbitoare de ucraineană (92,37%), existând în minoritate și vorbitori de română (4,58%) și rusă (2,67%).